# Salamajärvi Nationalpark
Salamajärvi Nationalpark (finsk: Salamajärven kansallispuisto) er en nationalpark i Mellersta Österbotten og det Keski-Suomi begge i Vestfinlands len. Den ligger i kommunerne Perho, Kivijärvi og Kinnula. Salamajärvi ligger i det store vådområde i Suomenselkä. Dette store, ubeboede område er især kendt for dets forskellige moseøkosystemer og dets bestand af finsk skovren.